# Segezia
Borgo Segezia è una frazione di Foggia distante circa 10 km dal capoluogo. Situata a 145 m s.l.m., sorge lungo la direttrice per Napoli in adiacenza alla strada statale 90 delle Puglie.

## Storia
La sua fondazione risale al 1938 durante la riforma agraria del Fascismo. Sarebbe dovuta essere, nei progetti, la Littoria del Tavoliere. Fu voluta da Araldo di Crollalanza, presidente dell'Opera nazionale combattenti, che affidò a Concezio Petrucci il piano per la bonifica del Tavoliere. Petrucci progettò il piano regolatore e gli edifici pubblici per la borgata rurale posta a 11 km da Foggia, probabilmente il suo lavoro più originale e riuscito.

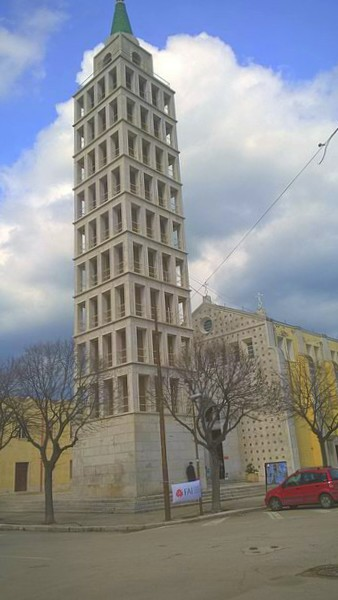
Chiesa e campanile, alto circa 40 m

Venne concepita come una nuova città fascista, come l'architettura del campanile e della piazza stanno a dimostrare, che fosse a imperitura memoria delle opere di bonifica del regime nella piana della Capitanata. Cominciati i lavori di costruzione negli ultimi anni di regime, il progetto venne abbandonato al sorgere della Repubblica.
Il suo nome deriva dal latino seges, campo seminato. Secondo alcuni, esisteva una divinità romana delle messi di nome Segetia o Segesta.

## Economia
Borgo rurale, è sempre dipeso dalle vicende della terra, poiché abitato per lo più da gente agricola. Si sta adeguando alle nuove realtà economiche e sociali grazie soprattutto ai suoi abitanti, legati alla loro terra e motivati per rilanciare le risorse vocazionali del borgo.

## Cinema
Nel 2006 vi fu girato il film Mio fratello è figlio unico.